# (177) Ирма
(177) Ирма (лат. Irma) — крупный астероид главного пояса, с очень низким альбедо поверхности, характерного для астероидов спектрального класса C. Астероид был открыт 5 ноября 1877 года французскими астрономами братьями Полем и Проспером Генри. Происхождение названия неизвестно.

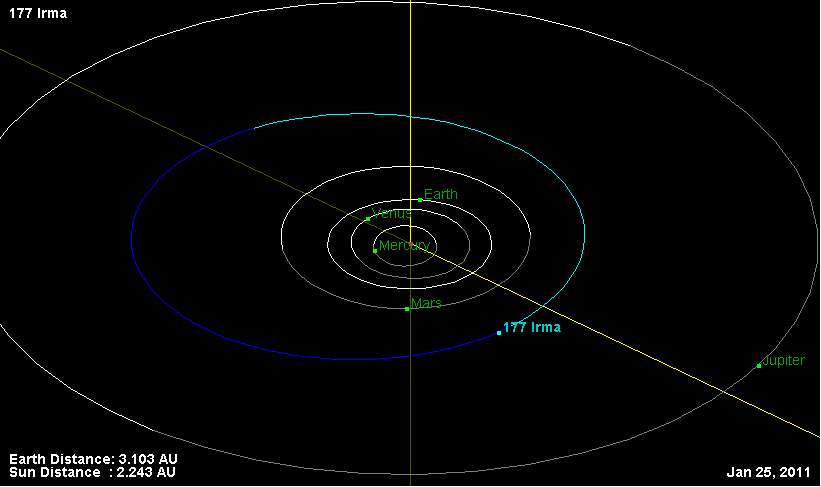
Орбита астероида Ирма и его положение в Солнечной системе

Покрытие звёзд этим астероидом было зафиксировано в 2000 году.